# Vulcanoide

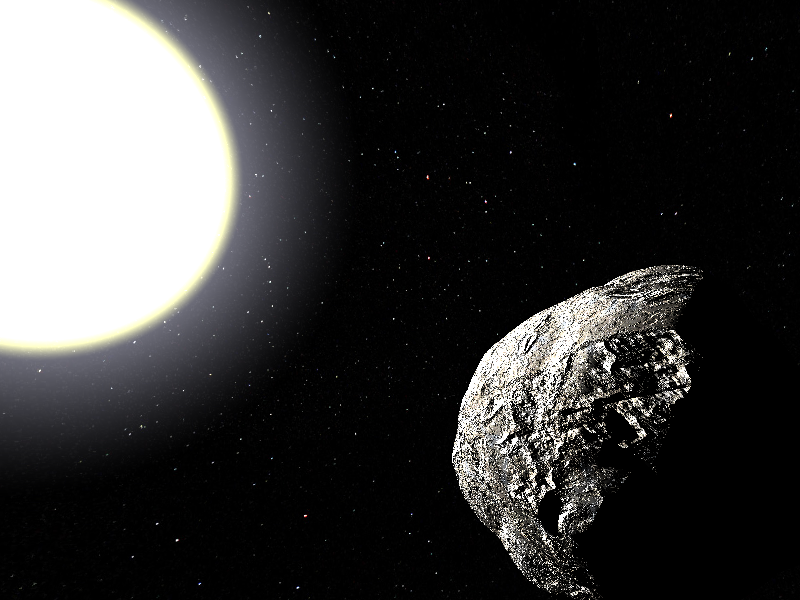
Rappresentazione artistica di un vulcanoide

In astronomia, il termine vulcanoide è utilizzato per designare qualsiasi ipotetico asteroide che orbiti attorno al Sole ad una distanza media compresa fra 0,08 e 0,21 au, all'interno dell'orbita di Mercurio. Il nome deriva da quello dell'ipotetico pianeta Vulcano, orbitante nella medesima regione, la cui esistenza era stata ipotizzata dagli astronomi del XIX secolo per giustificare la precessione del perielio dell'orbita di Mercurio. Nel 1915 il fenomeno fu tuttavia esaurientemente spiegato dalla relatività generale di Albert Einstein e di fatto cadde ogni valido motivo per postulare l'esistenza di un pianeta interno ancora sconosciuto.
Nessun vulcanoide è mai stato individuato, dato che la loro ricerca è resa particolarmente ardua dalla luce abbagliante del Sole; la sonda spaziale eurostatunitense SOHO, in orbita eliocentrica, sarebbe tuttavia stata in grado di osservare eventuali planetoidi presenti in prossimità del Sole (la stessa sonda ha infatti osservato migliaia di piccole comete). Qualora esistessero vulcanoidi, le loro dimensioni non dovrebbero superare i 60 km di diametro, in quanto le ricerche condotte escludono l'esistenza di corpi più massicci.
Malgrado l'apparente assenza di vulcanoidi, la regione di spazio compresa fra 0,08 e 0,21 au di distanza dal Sole è ritenuta gravitazionalmente stabile; l'intensa craterizzazione della superficie di Mercurio rende inoltre plausibile che, almeno nelle prime fasi dello sviluppo del sistema solare, la regione fosse ricca di asteroidi.
A causa dell'effetto Yarkovsky, l'orbita di un vulcanoide non potrebbe comunque ritenersi completamente stabile, decadendo in un periodo nell'ordine delle decine di milioni di anni.
Se esistessero asteroidi vulcanoidi, si tratterebbe di una sottocategoria della famiglia Apohele.
La sonda della NASA MESSENGER, operativa fino al 2015, non rilevò nessun vulcanoide.